# Surgut (bojar)
Surgut herbu Gierałt (ur. w XIV w., zm. 20 lutego 1428) – bojar litewski, adoptowany podczas unii horodelskiej (1413).
Tytułował się mianem z Reszkim.

## Życiorys
W 1413 roku podczas unii horodelskiej doszło do przyjęcia przez polskie rodziny szlacheckie, bojarów litewskich wyznania katolickiego (tzw. adopcja herbowa). Jednym z ważniejszych dowodów tamtego wydarzenia jest istniejący do dziś dokument, do którego przyczepione są pieczęcie z wizerunkami herbów szlacheckich.

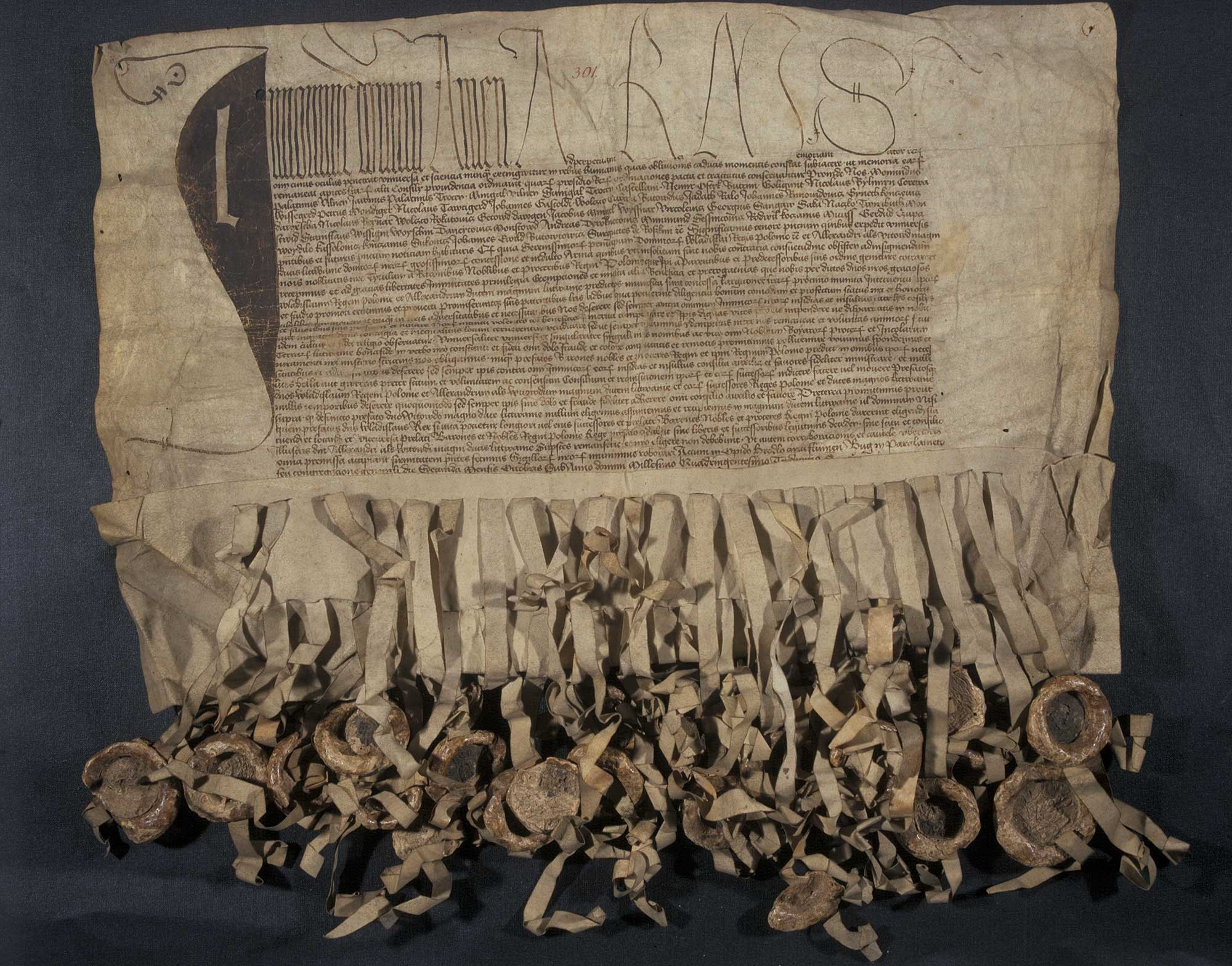
Dokument unii horodelskiej z 1413 roku z przyczepionymi pieczęciami

Z dokumentu dowiadujemy się o istnieniu Surguta, który został adoptowany przez przedstawicieli Gierałtów. Jednakże poza tą informacją wiadomo nam o nim niewiele.
Z imieniem Surgut spotykamy się w źródłach współczesnych tylko jeden raz. Nekrolog franciszkanów wileńskich w dniu 20 lutego 1428 r. wzmiankuje po łacinie jego śmierć: Item obiit Sorguthus frater medici Petri. Był więc dobrodziejem franciszkanów, ale zarazem postacią na tyle skromną, że określono go bliżej osobą jego brata, Piotra, który jako lekarz, bardziej był znany, niż on.
Niewiele informacji udaje się również znaleźć na temat przytoczonej przy imieniu Surguta miejscowości (Reszkim), z której pochodził. Osady o takiej nazwie, jaką podają nam akty horodelskie: Reszkymi, Roszkini, nie udało się odnaleźć na Litwie, ani w Słowniku Geograficznym ani na dokładnych mapach. Późniejsze teksty podają nazwę danej miejscowości w formie Reszniki, Reszynki, ale i ich nie udaje się odnaleźć.
Niegdyś w Rzeczypospolitej znajdowała się wieś Reszniki lub Rzeszniki Gasztołdowe, którą posiadał w 1433 roku Jan Gasztołd, bojar adoptowany podczas unii horodelskiej do rodu Awdanców, którą podarował w tymże roku katedrze wileńskiej, trudno jest jednak przypuścić, czy to była ta sama osada, którą posiadał w 1413 roku Surgut.
Z imieniem Surguta mogą być w związku nazwy miejscowe: Surgucie, zlokalizowane nad rzeką Szeszupa na północ od Mariampola i Surzyce w dawnym powiecie wołkowyskim (koło Mścibowa), ale i one nie dają żadnego punktu zaczepienia w sprawie Surguta.